# ハンネ・ヴァトネ
ハンネ・ヴァトネ（Hanne Vatnøy、1984年2月9日 - ）は、ノルウェーの女性シンガーソングライター。

## プロフィール
- ノルウェーのベルゲン生まれ。11歳から作曲を始める。当初は映画音楽の作曲家を目指していたが、現在はシンガーソングライターとして活動している。
- 自身の音楽を「colorful spring」と名付けており、「ミュージカルとジャズにインスパイアされた予測できないポップ」と解説している。
- 2009年2月に単独で初来日。駐日ノルウェー王国大使館などの協力もあり、日本公演が行われた。
- 2010年9月に発売されたデビュー・アルバム『ミー・アンド・マイ・ピアノ』の収録曲「Hello」は、Kiss-FM KOBEの2010年10月の洋楽推薦曲として紹介された。
- 2010年11月にNHK-FMの番組『ウィークエンドサンシャイン』（DJ：ピーター・バラカン）で「When The Music Keeps Playin'」が放送された。

## 名前の表記について
- Hanne Vatnøy（ノルウェー語の表記）
- Hanne Vatnoey（英語の表記）
- ハンネ・ヴァットネイ（ノルウェー語の発音に近い表記）
- ハンネ・ヴァトネ（日本のレーベルでの表記）

## ディスコグラフィ

### スタジオ・アルバム
- 『ミー・アンド・マイ・ピアノ』 - Me and My Piano (2010年、Production Dessinée)

## 日本公演
- 2009年2月27日-3月10日　東京、福島、東京、大阪の順で4公演。単身で来日し、ピアノの弾き語りでツアーを行う。
- 2010年11月18-24日　東京、神戸、広島、大阪、東京の順で5公演。バンドメンバー3名と来日し、本格的な日本ツアーを行う。